# Andrej Bagar
Andrej Bagar (Trenčianske Teplice, 29 ottobre 1900 – Bratislava, 31 luglio 1966) è stato un attore, regista teatrale e politico slovacco.

## Biografia
A partire dal 1914 imparò a Vienna il mestiere del tappezziere e contemporaneamente studiava decorazione alla scuola artistico-industriale. Lavorò come operaio, cameriere d'albergo, fuochista. A partire dal 1922 studiò recitazione al conservatorio d'arte drammatica di Praga. 
Dal 1923 al 1925 e poi nel 1939 fu membro del Teatro di prosa del Teatro Nazionale Slovacco. Recitò anche a Košice e a Pardubice.
Dal 1939 al 1940 per la sua attività antifascista fu incarcerato. Dopo il rilascio sotto il nome di Ján Minárik lavorò come regista di Radio Bratislava. 
Nel 1944 fu uno dei cofondatori del Teatro da camera slovacco di Martin. Dopo aver inscenato lo spettacolo "Filippo II" gli fu proibito di risiedere a Martin. Partì per aderire all'Insurrezione nazionale slovacca, in cui con la sua compagnia teatrale operò fra i partigiani: dapprima come commissario, in seguito fondò e diresse il "Teatro del fronte". Dopo la fine della guerra e fino al 1951 fu direttore artistico del  Teatro nazionale slovacco. Dal 1950 fino alla morte fu anche docente e poi rettore dell'Alta scuola di arti musicali di Bratislava. 
A partire dal 1938 fu membro attivo del Partito Comunista di Cecoslovacchia. Dal 1957 al 1965 fu presidente dell'Unione degli artisti drammatici slovacchi (ZSDU). Per molti anni fu membro del Comitato centrale del Partito Comunista di Cecoslovacchia e deputato al Parlamento slovacco.
Nella sua carriera di attore, passò dai personaggi di giovani eleganti a ritratti psicologicamente più complessi di un gran numero di personaggi in drammi di autori slovacchi e stranieri. A partire dal 1935 si dedicò anche al cinema.

## Riconoscimenti
Fu spesso premiato per la sua attività:
- 1934: premio Štefánik per l'arte drammatica
- 1945: vincitore del premio nazionale
- 1947: Croce di guerra cecoslovacca
- 1947 e 1951: laureato al premio di stato
- 1949: Ordine del 25 febbraio 1948
- 1955: Ordine della Repubblica
- 1955: titolo di artista nazionale
- 1960: Ordine del Lavoro

A lui è dedicato il Teatro di Nitra (Divadlo Andreja Bagara).

## Filmografia

### Cinema
- Milan Rastislav Stefánik, regia di Jan Sviták (1935)
- Janosik il bandito (Jánošík), regia di Martin Frič (1936)
- Vzdusné torpédo 48, regia di Miroslav Cikán (1937)
- Zborov, regia di J.A. Holman e Jiří Slavíček (1938)
- Matkina spoved, regia di Karel Špelina (1938)
- Neporazená armáda, regia di Jan Bor (1938)
- Varúj...!, regia di Paľo Bielik e Martin Frič (1947)
- Ves v pohraničí, regia di Jiří Krejčík (1948)
- Čertova stena, regia di Václav Wasserman (1949)
- Boj sa skoncí zajtra, regia di Miroslav Cikán (1951)
- Nad námi svítá, regia di Jiří Krejčík (1953)
- Nástup, regia di Otakar Vávra (1953)
- Drevená dedina, regia di Andrej Lettrich (1955)
- Zemianska česť, regia di Vladimír Bahna (1958)
- Jánošík, regia di Paľo Bielik (1963)
- Úplne vyrízený chlap, regia di Vladimír Cech (1965)

### Televisione
- Mladé letá, regia di Ján Klimo - film TV (1962)